# East Rutherford (Pennsilvània)
East Waterford és una concentració de població designada pel cens dels Estats Units a l'estat de Pennsilvània. Segons el cens del 2000 tenia 185 habitants.

## Demografia
Segons el cens del 2000, East Waterford tenia 185 habitants, 78 habitatges, i 52 famílies. La densitat de població era de 310,6 habitants per quilòmetre quadrat.
Dels 78 habitatges en un 29,5% hi vivien nens de menys de 18 anys, en un 51,3% hi vivien parelles casades, en un 6,4% dones solteres, i en un 33,3% no eren unitats familiars. En el 29,5% dels habitatges hi vivien persones soles el 12,8% de les quals corresponia a persones de 65 anys o més que vivien soles. El nombre mitjà de persones vivint en cada habitatge era de 2,37 i el nombre mitjà de persones que vivien en cada família era de 2,87.
Per edats la població es repartia de la següent manera: un 22,7% tenia menys de 18 anys, un 10,3% entre 18 i 24, un 25,9% entre 25 i 44, un 26,5% de 45 a 60 i un 14,6% 65 anys o més.
L'edat mediana era de 42 anys. Per cada 100 dones de 18 o més anys hi havia 104,3 homes.
La renda mediana per habitatge era de 28.333 $ i la renda mediana per família de 37.750 $. Els homes tenien una renda mediana de 27.500 $ mentre que les dones 26.750 $. La renda per capita de la població era de 13.456 $. Entorn del 9,4% de les famílies i el 16,3% de la població estaven per davall del llindar de pobresa.

## Poblacions més properes
El següent diagrama mostra les poblacions més properes.